# Helina bequaerti
Helina bequaerti är en tvåvingeart som först beskrevs av Charles Howard Curran 1934.  Helina bequaerti ingår i släktet Helina och familjen husflugor. Inga underarter finns listade i Catalogue of Life.